# Jardín del Posío
El Jardín del Posío es un parque urbano que se encuentra en la ciudad de Orense. En su origen nació como un parque botánico, que fue creado por los profesores de la cátedra de Física, Química e Historia Natural del antiguo Instituto de Segunda Enseñanza (actual Instituto Otero Pedrayo) en el año 1846. Desde entonces, llegó a juntar hasta 200 especies de árboles y plantas, las cuales se habían traído del jardín botánico de Madrid.

## Historia
El Jardín del Posío es el resultado de la urbanización de un antiguo campo comunal, que en su origen fue creado como parque botánico por creación de Leoncio Parejón, director del Instituto Provincial a mediados del siglo XIX. 
Esta zona abarcaba el terreno delimitado entre la calle Vilar (ahora conocida como Fernández Oxea) y las calles del Baño y de La Coruña. A su vez, por el oeste, limitaba con el río Barbaña. 
Como nos informa el libro Ourense: La ciudad en el tiempo y el espacio del profesor de Geografía de la Universidad de León,  José Somoza Medina, tras las reformas y ampliaciones de la alameda, huerta del concejo y alameda del crucero, la burguesía de entonces anhelaba tener un parque en el sur de la ciudad. Por este motivo, Leoncio Parejón solicitó permiso al gobernador civil para cultivar en el Campo Comunal del Posío ciertas plantas para sus clases de botánica, terreno que era utilizado para el cultivo del vino. En marzo de 1853, la corporación municipal realizó la conversión del campo en un lugar para el recreo del colegio. El 8 de febrero de 1854 el gobernador, Juan García Armero, informó al ayuntamiento de que se había aprobado la concesión de un crédito de 30000 reales para reformar el Jardín Público del Posío, dotándolo de paseos separados de mirtos y cuadros laterales con plantas y flores exóticas. De 1855-1856, con la colaboración del gobernador Jiménez Cuenca y del alcalde Ramón Baamonde, se compartieron semillas, plantas y flores al Botánico de Madrid y se comenzó la distribución poligonal del espacio. 
Según el documento del Museo Arqueolóxico Provincial de Ourense, Elemento arquitectónico de la ermita de Nuestra Señora del Posío, en la esquina suroeste del campo comunal se situaba la ermita de Santa María o Nuestra Señora del Posío. Esta formaba parte de una red de ermitas situadas en las entradas de la ciudad. Su existencia se remonta aproximadamente sobre el año 1357, ya que no existen fechas de referencias documentales anteriores. La ermita estaba formada por un edificio, una casa para el ermitaño y un muro que la cercaba. A finales del siglo XVI, durante la peste del 98, su principal función fue la de acoger a los enfermos mientras que su terreno servía de cementerio. A principios del siglo XVII, los mayordomos de la ermita decidieron sustituir la fábrica medieval por una nueva, de la cual pertenecen los elementos conservados en la actualidad tras la desaparición de la ermita. El encargado de la reforma fue Araque, quien ideó el diseño (conservado en el AHPOu) e inició la construcción, la cual no llegó a terminar por motivos que se desconocen. En 1626, Alonso Rodríguez junto a otros canteros, fue quien continuó la construcción. En 1631, gracias a las limosnas y legados testamentarios, comenzó a equiparse el interior de la ermita. A pesar de esto, a principios del siglo XIX, debido a un mal estado del edificio se vendieron los retablos (1821), las columnas de piedra (1838) y el propio solar (1844) que fue convertido en zona residencial. Finalmente, la ermita de Nuestra Señora del Posío, fue destruida al construir la calle Coruña y la imagen de la virgen fue trasladada a una hornacina próxima a la fuente de As Burgas.

## Distribución de las zonas

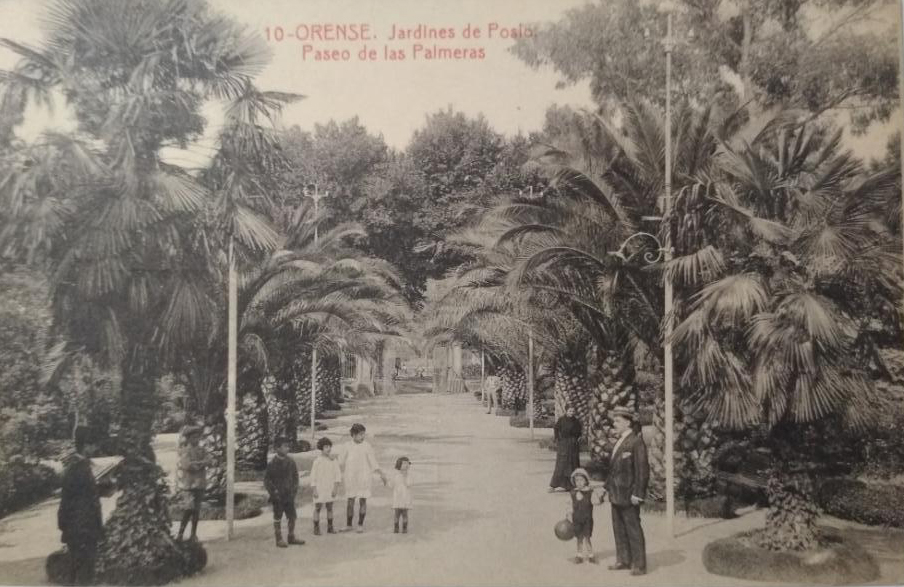
Paseo de palmeras del Jardín del Posío.

Volviendo a hacer referencia al libro de José Somoza Medina, el jardín botánico original, según el plano urbano de 1868, era un recinto rectangular distribuido en 4 sectores ajardinados y un paseo central arbolado. En la actualidad, el paseo se mantiene en la misma dirección. A su vez, en el punto central del parque se encontraba un kiosco de base octogonal que se utilizaba como invernadero. Toda esta distribución fue modificada cuando se amplió el jardín hacia el oeste, haciendo que este adquiriera forma de trapecio, la cual conserva a día de hoy. Con esta modificación, el jardín quedó dividido en tres superficies a distinta altura que desciende de este a oeste, reservando la zona superior para los árboles de mayor altura (moreas, castaños de indias y acacias) y una hermosa fuente del Monasterio de Oseira. Esta fuente la podemos localizar a día de hoy en los jardines del CEIP Padre Feijóo. En el sector central se ubicaba el paseo y en la parte inferior el jardín botánico, con 250 especies de plantas y más de 150 árboles, entre ellos un paseo de palmeras trasplantado en 1999.
En la actualidad, este recinto conserva los cierres de piedra y forja compuestos por jarrones. Las tres zonas diferenciadas del parque se conservan tal como fueron descritas con anterioridad hasta el día de hoy. La parte superior está destinada a niños y niñas pequeños con un parque infantil y un denso arbolado. El centro sigue siendo el paseo central en el que encontramos bancos, farolas y la cafetería. De igual modo, en esta zona se realizan programas de grandes conciertos, como la fiesta Ourense Dance. En la zona inferior nos podemos encontrar un jardín con palmeras Canarias, una frondosa rosaleda, una fuente y un estanque. 
Asimismo, tal como nos informa la web Galician Garden en su publicación <<Jardín del Posío, en Ourense>>, en esta zona se encuentran las esculturas de los siguientes escritores gallegos:
- Francisco Asorey, con una firma dedicada a Xavier Prado, mediante la palabra  «Lameiro»
- Un busto de Valentín Lamas Carvajal
- Dos figuras, una de Manuel Pascual y otra de Antonio Fraíle (1994)

## Flora y fauna
Haciendo referencia al  catálogo de Bines Culturales, Naturales y Paisajísticos del PXOM, nos encontramos con que el paseo central está formado por dos líneas de palmeras de Canarias. A su vez, podemos apreciar una gran diversidad de árboles como: árboles del amor (cercis siliquastrum), mimosa de Japón (Sophora japónica), falsos palmitos (Trachycarpus fortune y Wahasingtonia tilifera) cedros (cedrus sps), abeto de Douglas, (Pseudotsuga menziesii), falso virgondoiro (Brachychton populneum), moreras, (morus SPS) y tilos (Tilia cordata). 
En cuanto a la fauna, podemos encontrar una amplia variedad de especies, las cuales han sobrevivido a las diferentes rehabilitaciones que ha sufrido este parque. Estos animales son: ocas, periquitos, ninfas, pavos reales, canarios y agaponis. Algunos de estos los podemos localizar en la conocida pajarera y otros en libertad.